# Trentepohlia (Trentepohlia) ugandae
Trentepohlia (Trentepohlia) ugandae is een tweevleugelige uit de familie steltmuggen (Limoniidae). De soort komt voor in het Afrotropisch gebied.